# Arroz con espardeñas

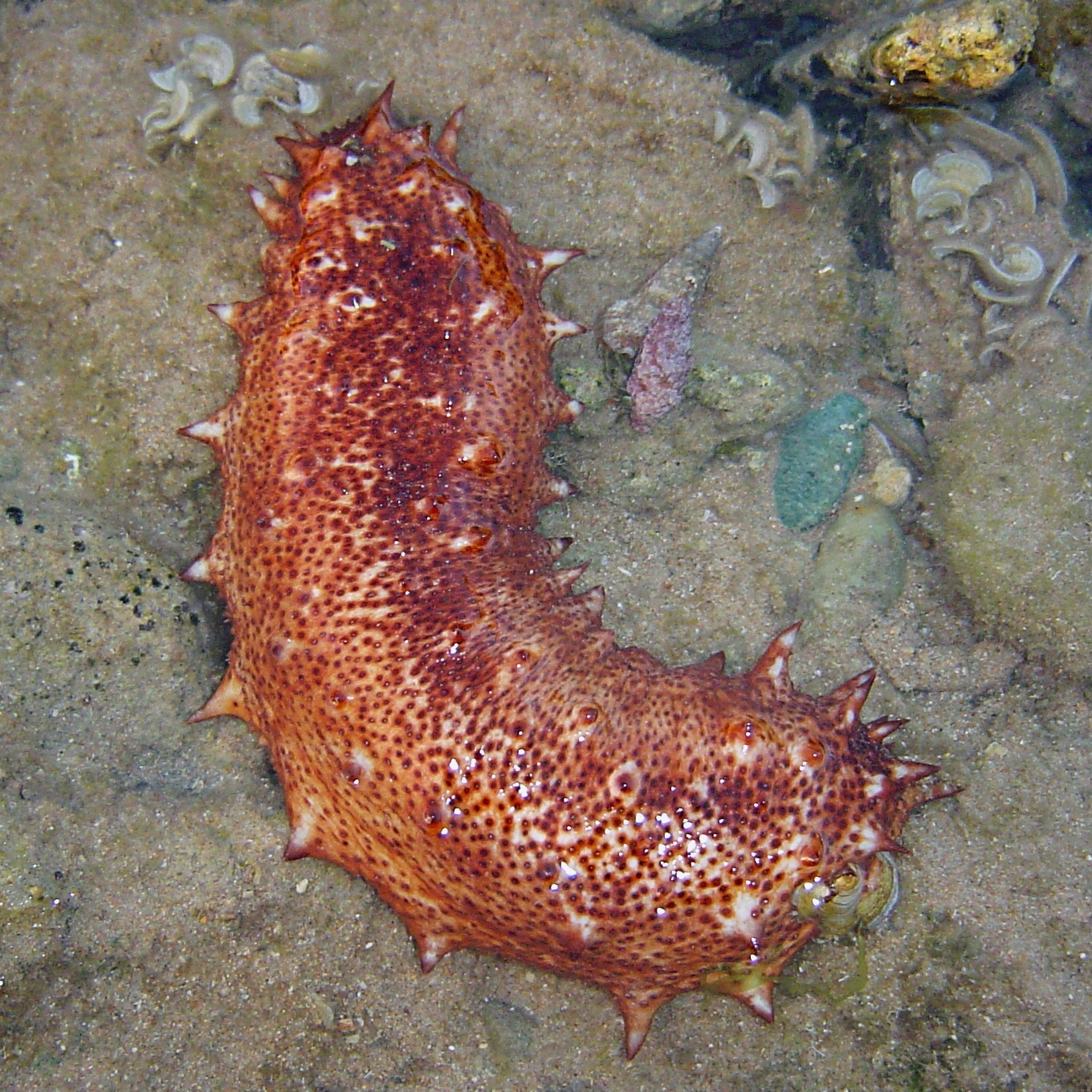
Un pepino de mar, (especie de equinodermo de la claseHolothuroidea) cuya carne es utilizada para la elaboración del Arroz con espardeñas.

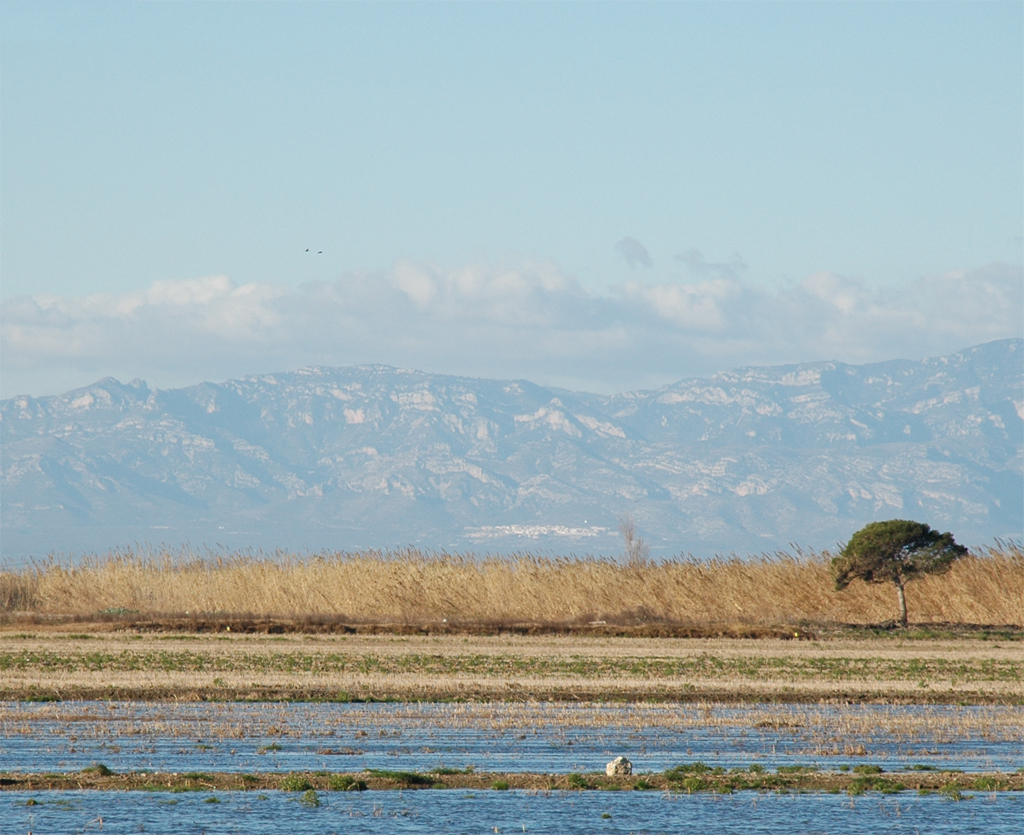
Arrozales cerca de Deltebre.

El arroz con espardeñas (en catalán: Arròs amb espardenyes) es un plato marinero originario del sur de Cataluña, muy típico en las localidades de la zona del Delta del Ebro, pertenecientes al sur de la provincia de Tarragona, y las del norte de la Comunidad Valenciana, concretamente en la provincia de Castellón, y que se elabora de forma parecida a la paella de marisco. 

## Elaboración e ingredientes
Para su elaboración se utiliza pescado (rape, sepia, calamar) y mariscos (gambas, cigalas) y las espardeñas, que son la carne de una especie de pepino de mar. 
El arroz ideal para este plato es el arroz de la variedad "bomba", que requiere una mayor cantidad de agua y un mayor tiempo de cocción, con lo que el grano se hincha más y se le impregnan más los otros sabores.
Al igual que la paella, se cocina en el recipiente también llamado paella, es decir en sartén ancha y plana.